# Rust Colored Stones
Rust Colored Stones è il primo album in studio del cantautore sudafricano-statunitense Gregory Alan Isakov, pubblicato nel 2003.

## Tracce
Testi e musiche di Gregory Alan Isakov.
1. Febuary – 3:09
2. Morning Lady – 4:33
3. Old Friend – 4:26
4. 5 O'Clock Shadow – 1:09
5. Only Ghosts – 3:10
6. Arms In The Air – 4:29
7. Black Hills – 3:10
8. Gentle Is You – 2:08
9. Won't Last Long – 2:38
10. Tin Can Roses – 3:20